# Oraesia triobliqua
Oraesia triobliqua là một loài bướm đêm trong họ Noctuidae.